# Ceratozamia hildae
Ceratozamia hildae, comúnmente conocida como la cicada de bambú, es una especie de cícada de la familia Zamiaceae que es endémica de México. Es originaria de la Huasteca Potosina de Querétaro y San Luis Potosí, cerca de la Santa María del Río. C. hildae habita en los bosques caducifolios de robles en las elevaciones de 850-1,300 m (2,790-4,300 pies). Está amenazado por la pérdida de hábitat y por coleccionistas.